# Ibn Tufayl
Ibn Tufayl (volledige Arabische naam: أبو بكر محمد بن عبد الملك بن محمد بن طفيل القيسي الأندلسي, Abū Bakr Muḥammad bin ʿAbd al-Malik bin Muḥammad bin Ṭufayl al-Qaysiyy al-ʾAndalusiyy; Guadix, ca. 1105 – Marrakesh, 1185) was een Arabisch-Andalusische uomo universale. Hij was schrijver, filosoof, theoloog, arts, astronoom en diende als vizier.

## Biografie
In 1148 grepen de Almohaden de macht in de Maghrib en Al-Andalus en zes jaar later werd Ibn Tufayl de raadsheer en geneesheer van de gouverneur van Granada. Toen Abu Yaqub Yusuf kalief werd maakte Ibn Tufayl onderdeel uit van diens hof als zijn arts en raadsheer. In 1182 ging hij met pensioen en werd hij opgevolgd door Averroes.

## Werk
De werken over astronomie van Ibn Tufayl zijn niet overgeleverd, maar Nur ad-Din al-Bitruji meldde in zijn werk dat Ibn Tufayl een kosmologische theorie had ontwikkeld die Claudius Ptolemaeus tegensprak. Hij is vooral bekend van het schrijven van Risalat Hayy ibn Yaqza. Deze korte novelle schreef Ibn Tufayl omstreeks 1177-1182 en was een antwoord op een ondervraging van een "goede broeder". Hij toonde in dit werk aan dat de menselijke geest zonder enige theologische of intellectuele instructie de waarheid van de verlichting kan bereiken. Tegelijkertijd benadrukte Ibn Tufayl dat dezelfde waarheid beschikbaar was voor degenen die ernaar zochten door religieuze openbaring, hetzij door interpretatie (bāṭin) of door gehoorzaamheid aan de schijnbare (ẓāhir) wetten ervan. Belangrijk voor Ibn Tufayl was dat de mystieke waarheid van de verlichting qua oorsprong en bestemming vergelijkbaar was met de ervaring uit de Koran, waarmee de harmonie tussen ‘wijsheid en de islamitische wetenschappen’ werd verklaard, zoals Marrakushi schreef.